# Eggebek
Eggebek (in danese Eggebæk) è un comune di 2 578 abitanti dello Schleswig-Holstein, in Germania.
Appartiene al circondario (Kreis) di Schleswig-Flensburgo (targa SL) ed è parte della comunità amministrativa (Amt) di Eggebek.